# خارگیل کوهی
خارگیل کوهی (نام علمی: Durio kinabaluensis) نام یک گونه از سرده خارگیل است.